# Parafia Trójcy Świętej w Barkowie
Parafia greckokatolicka pw. Trójcy Świętej w Barkowie – parafia greckokatolicka w Barkowie. Parafia należy do eparchii olsztyńsko-gdańskiej i znajduje się na terenie dekanatu elbląskiego.

## Historia parafii
Parafia greckokatolicka pw. Trójcy Świętej funkcjonuje od 1961 r., księgi metrykalne są prowadzone od roku 1961.

## Świątynia parafialna
Nabożeństwa odbywają się w kościele rzymskokatolickim św. Trójcy.

## Duszpasterstwo
Proboszczowie.:
- ks. Piotr Maziar (1961-1964),
- ks. Jarosław Hrebeniak (1964-1977),
- ks. Jarosław Madzelan (1977- 1990),
- ks. Piotr Szwec-Nadworny (1991-2001),
- ks. Roman Ferenc od 2001